# Emil Bessels

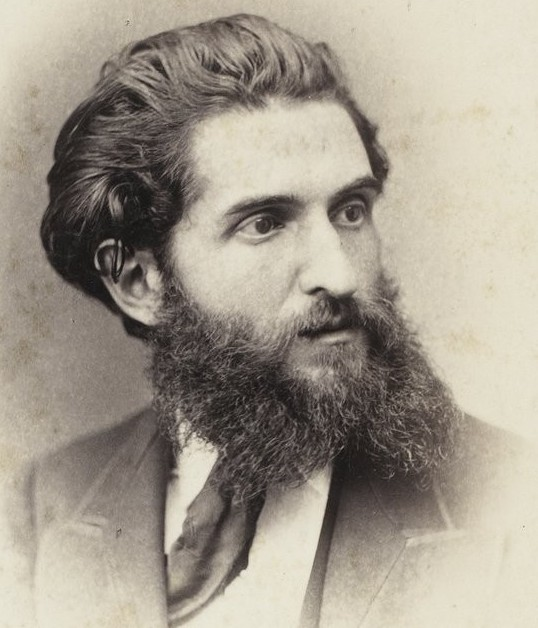
Emil Bessels 1880

Emil Bessels

Emil Bessels (* 2. Juni 1847 in Heidelberg; † 30. März 1888 in Stuttgart) war ein deutscher Naturforscher, Zoologe und Nordpolfahrer.

## Leben
Bessels war ein Sohn des jüdischen Lehrers Leopold Bessels (gestorben um 1861) und dessen Frau Marianne (geborene Löffler, 1812–1891), die gemeinsam für die Lehr- und Erziehungsanstalt für israelitische Kinder in Heidelberg arbeiteten. Der frühzeitige Tod des Vaters führte dazu, dass ihm die Mutter, die für drei unmündige Kinder sorgen musste, den Wunsch eine wissenschaftliche Laufbahn zu wählen verwehrte. Er musste im Alter von fünfzehn Jahren gegen seinen Willen das Gymnasium verlassen bei einem Freund der Familie eine Lehre zum Kaufmann beginnen. Nach zwei Jahren schloss er diese Ausbildung ab. In seiner Freizeit vertiefte er seine Kenntnisse auf den Gebieten der neueren Sprachen, trainierte seine Fertigkeiten im Zeichnen und den Naturwissenschaften und der Gebiete der Zoologie. Seine Liebe zur Wissenschaft veranlasste ihn, sein Studium wieder aufzunehmen. Er studierte zunächst in Jena und schloss das Studium der Naturwissenschaft und Medizin an der Universität Heidelberg ab. Hier widmete sich insbesondere der Zoologie und so war seine erste Veröffentlichung eine Studie über die der Verbreitung des amerikanischen Hirsches. Er nutzte die Gelegenheit an einem Preisausschreiben der Universität teilzunehmen und seiner Abhandlung wurde einstimmig der erste Preis zuerkannt. Er verwendete seine prämierte Schrift zu seiner Dissertation und erhielt so doch noch die Doktorwürde, die ihm eigentlich, aufgrund der nicht abgeschlossenen Schule verwehrt worden wäre. Er entschloss sich Forschungsreisender zu werden und fremde Weltteile zu erkunden. Dabei schwebte ihm eigentlich das Innere von Afrika vor. Daher erlernte er die arabische Sprache. Um seinen Lebensunterhalt bestreiten zu können, nahm er im März eine Stellung als wissenschaftlicher Assistent des zoologischen Konservators am naturwissenschaftlichen Museum in Stuttgart an.
1869 schloss er sich auf Betreiben des verstorbenen August Petermann der ersten deutschen Polarexpedition mit dem Dampfer Albert an. Obwohl ihr Versuch, Gillisland zu erreichen, erfolglos blieb, machten sie wichtige Entdeckungen in jenen Teilen des Östlichen Eismeers, die zwischen Spitzbergen und Nowaja Semlja liegen. Dabei konzentrierten sich ihre Forschungen auf die Beobachtungen zur Temperatur und zum Salzgehalt des Ozeans. Die ungünstigen Eisverhältnisse ließen eine Erforschung von Gillisland nicht zu, aber es wurden wichtige hydrographische Arbeiten und eine vollständige Reihe von Seetiefenmessungen vorgenommen. Außerdem konnte zum ersten Mal die Existenz des Golfstroms östlich von Spitzbergen nachgewiesen werden.
Die Arbeit, die er auf dieser Entdeckungsreise geleistet hatte, wies ihn als ausgezeichneten Beobachter aus. Als 1870 die amerikanische Polarexpedition organisiert wurde, erhielt er eine Einladung, sich ihr als Wissenschaftler anzuschließen. Er hatte zwischenzeitlich im Deutsch-Französischen Krieg ein halbes Jahr als freiwilliger Chirurg in der preußischen Armee gedient.
1871 wurde Bessels in die Vereinigten Staaten berufen, um die wissenschaftliche Leitung der Nordpolexpedition unter Charles Francis Hall zu übernehmen. 1871–1872 drang man in der nördlichen Verlängerung des Smithsundes zu der noch von keinem anderen Schiff erreichten Höhe von 82° 26′ nördlicher Breite vor. Nachdem der Kapitän unter ungeklärten Umständen verstorben war, erlitt das Schiff, die Polaris, am 15. Oktober 1872 Schiffbruch, und alle Sammlungen gingen verloren. Aus der Richtung der Flutwelle und aufgefundenem Walnusstreibholz schloss Bessels, der auf einer Eisscholle überlebte, auf einen nördlichen Zusammenhang dieses Meeresteils mit dem Beringmeer. Die wissenschaftlichen Ergebnisse und die wertvollen geographischen Entdeckungen, die Bessels auf Schlittenfahrten machte, zu denen auch die Erforschung des Petermannfjords gehörte, erlangten ebenso wie seine hydrographischen und meteorologischen Beobachtungen große Bedeutung. Seine Erklärungen zur Insellage Grönlands und weitere Erkenntnisse, die er gewonnen hatte, wurden später durch die Entdeckungen von George Nares, Adolphus Greely bestätigt. 1874 veröffentlichte er einen Bericht zum Untergang des amerikanischen Expeditionsschiffes „Polaris“ in der Zeitschrift Die Gartenlaube.
Bessels arbeitete anschließend an der Aufarbeitung der Ergebnisse der Expedition. Als er diese Aufgabe gerade beendet hatte, begann Bessels mit den Planungen für eine neue Expedition, für die er 1876 insbesondere physikalische Beobachtungen vorsah. Er stand daher mit den Forschern Carl Weyprecht und dem Physiker und Astronomen J. F. Dorst, der bereits an der Expedition 1869 beteiligt war, in Verbindung. Doch trotz aller Vorbereitungen konnten sie die Reise nicht antreten. So arbeitete er zuletzt neun Jahre für die Smithsonian Institution in Washington, D. C. Er war korrespondierendes Mitglied des Thüringisch-Sächsischen Vereins für Erdkunde. Er starb auf einer Reise in Deutschland, als er seine Mutter und Freunde besuchen wollte.

## Werke (Auswahl)
Bessels schrieb zahlreiche Aufsätze in deutschen Zeitschriften und den Bulletins des United States geological and geographical survey. Darunter auch Beiträge zur Zoologie und Völkerkunde.
- Einige Worte über die Inuit (Eskimo) des Smith-Sundes nebst Bemerkungen über Inuit-Schädel. In: Archiv für Anthroplogie. VIII. Braunschweig 1875, S. 107–122 (archive.org, verfasst am Smithsonian Institution in Washington, D. C.).
- Scientific results of the United States Arctic expedition. Steamer Polaris. C.F. Hall commanding. Band 1: Physical observations. United States Government Printing Office, Washington 1876.
- Ueber die Intensität der Wärmestrahlung der Sonne unter hohen Breiten nach thermometrischen Beobachtungen. In: Jenaische Zeitschrift für Naturwissenschaft. Band 10, Neue Folge Band 3, Heft 1, Hermann Dufft, Jena 1876, S. 223–241 (digitale-sammlungen.de).
- Die amerikanische Nordpol-Expedition. Engelmann, Leipzig 1879 (archive.org).
- Smith Sound and its exloration. In: The Proceedings of the U.S. Naval Institute., Band 10, Nr. 30, 1884, S. 333–447 (canadiana.ca).
- The Northernmost Inhabitants of the Earth. An Ethnographic Sketch. In: The American Naturalist. Band 18, Nr. 9, September 1884, S. 861–882 JSTOR:2450387.
- Otto Baisch (Hrsg.): Aniligka; eine poetische Erzählung aus dem hohen Norden. A. Bonz & comp., Stuttgart 1891 (Postum aus seinem Nachlass veröffentlicht, eine Geschichte über die Inuit).